# Giorgio Stigelli

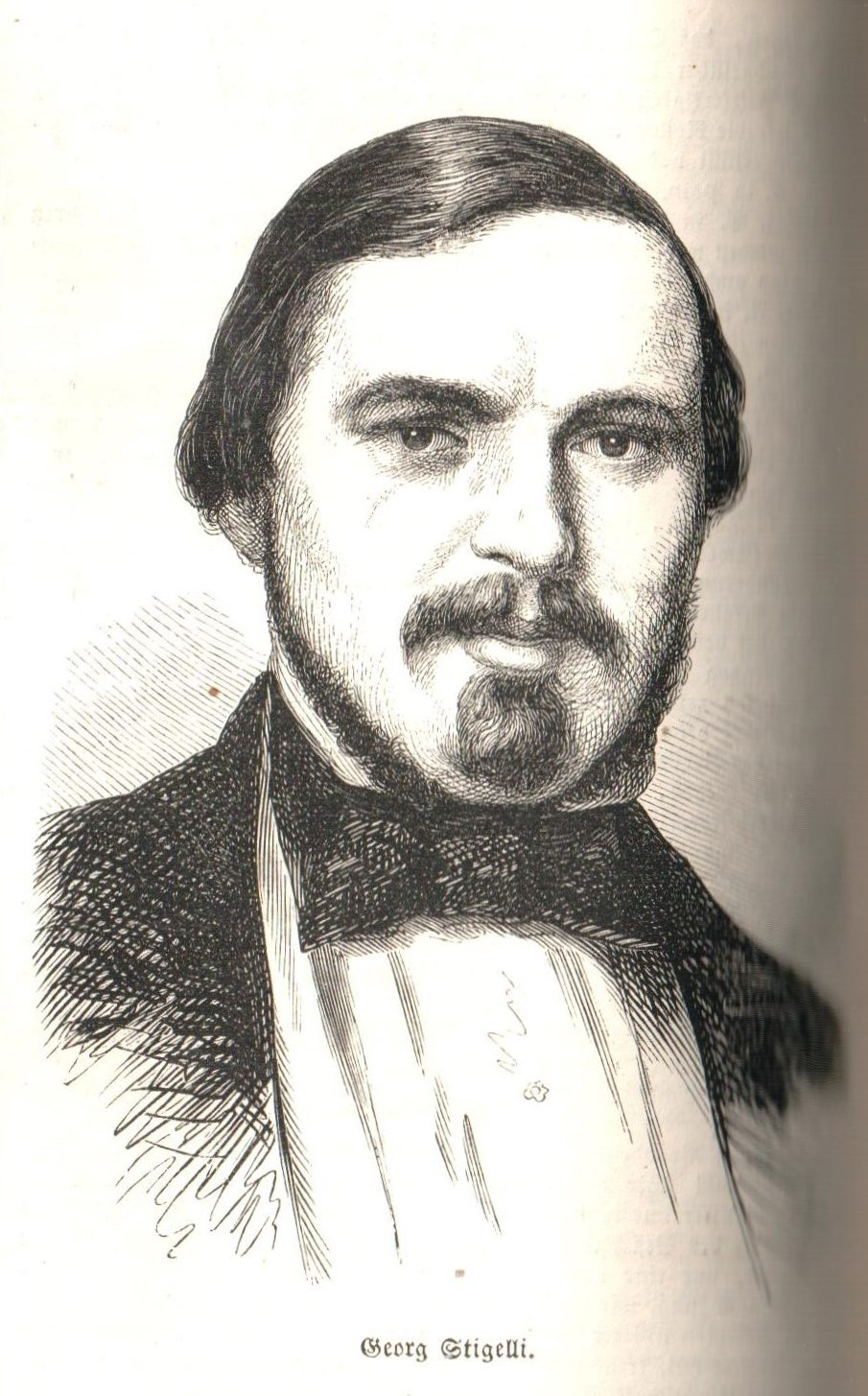
Holzschnitt von Giorgio Stigelli (1819–1868), um 1852

Giorgio Stigelli, auch Giorgio Stighelli, eigentlich Johann Georg Stiegele („Georg“ war der Rufname) (* 20. April 1819 in Ingstetten, Stadt Schelklingen; † 13. Juli 1868 in seiner Villa Boschetto nahe Monza, Oberitalien) war ein deutscher Opernsänger (Tenor) und Komponist, der eine aktive internationale darstellerische Laufbahn von den frühen 1840er bis Ende der 1860er Jahre absolvierte. Während seiner Karriere verwendete er eine Reihe von Bühnennamen, von welchen Giorgio Stigelli (oder Stighelli) das am häufigsten verwendete Pseudonym wurde.

## Herkunft
Stiegele wurde in dem kleinen Dorf Ingstetten geboren, welches heute Teil der Stadt Schelklingen im Land Baden-Württemberg im Alb-Donau-Kreis ist. Er wurde auf den Namen „Johann Georg Stiegele“ getauft. Er war der jüngste Sohn des Bauern und Sonnenwirts Andreas Stiegele (1771–1847) von Ingstetten und der Genovefa Hartmann (1776–1858) von Justingen. Das väterliche Anwesen umfasste auch eine Brauerei, welche auf 15 Achskunden das „Sonnenbier“ in die Nachbardörfer lieferte, und eine große Landwirtschaft von 70 Morgen: so wuchs Stiegele in komfortablen Vermögensverhältnissen auf.
Die Familie Stiegele stammte ursprünglich aus Oberschwaben: der Großvater Stigellis namens Jakob Stiegele (geb. ca. 1740) war Hirt in Winterreute und mit Barbara Wildmann verheiratet. Ältere Brüder Stigellis waren Friedrich Jakob Stiegele (1803–1855), Oberamtsarzt in Bad Waldsee und Karl Johannes Stiegele (1817–1876) Oberamtsarzt in Ravensburg. Der Theologe Paul Stiegele war ein Sohn des Letzteren und Neffe Stigellis.

## Bildung und Beruf
Stiegele war wohl durch seine Eltern zum geistlichen Berufe bestimmt worden, nachdem zwei ältere Brüder bereits Medizin studierten. So wurde er in das Konvikt Rottweil geschickt, welches er vom Wintersemester 1834/35 bis zum Wintersemester 1836/37 (Entlassung) besuchte. Anschließend studierte er kurze Zeit Rechtswissenschaft (aber nicht in Tübingen, Freiburg oder München), bevor er den Gesangsunterricht in Stuttgart bei Sebastian Binder, Franz Jäger und Johann Baptist Krebs aufnahm. 1840 war er Gesangszögling in Stuttgart.

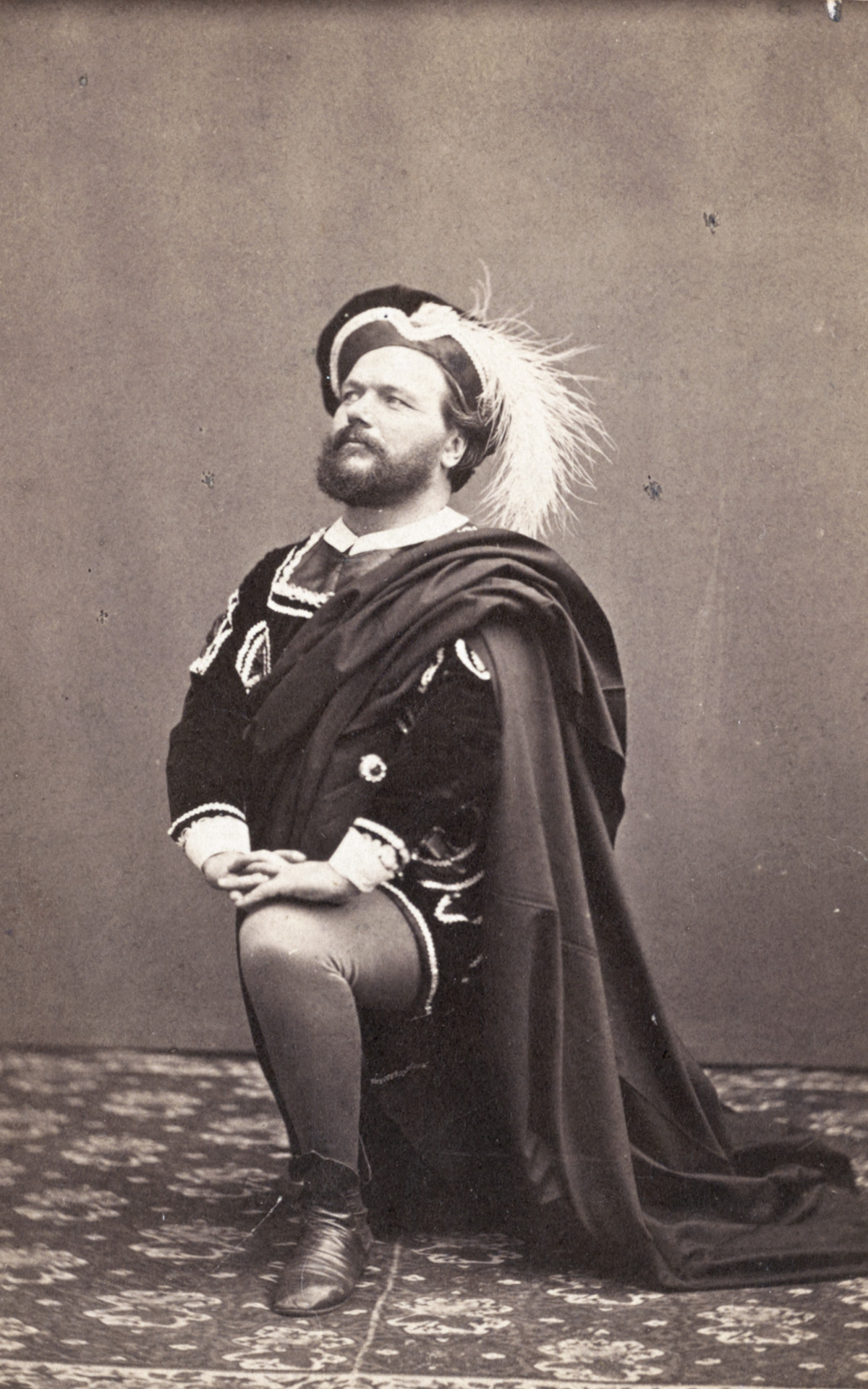
Stigelli als Faust

Er lieferte sein professionelles Operndebüt 1840 am Stadttheater Bern unter dem Namen Georg Stiegele in der Rolle des Belmonte in Wolfgang Amadeus Mozarts Die Entführung aus dem Serail. Noch im selben Jahr trat er am Hessischen Staatstheater Wiesbaden und am Opernhaus in Linz auf.
Von 1841 bis 1842 sang er an der Wiener Staatsoper und von 1842 bis 1843 war er am Deutschen Theater Budapest tätig. Er sang am Hoftheater Hannover von 1843 bis 1844 unter dem Namen Johann Georg Stieghelli. 1842 trat er als Gastkünstler an der Prager Staatsoper auf, 1843 am Staatstheater Stuttgart, 1843 an der Grazer Oper, und von 1843 bis 1845 an der Berliner Staatsoper.
1845–1846 unterbrach Stigelli seine Karriere, um weitere Studien mit dem berühmten Tenor und Pädagogen Louis Antoine Ponchard in Paris und mit Michewouk in Mailand aufzunehmen. In den Jahren 1846–1847 trat er in erfolgreichen Vorstellungen am Teatro Carcano in Mailand und an den Opernhäusern in Mantua, Padua und Lodi auf. Genau zu dieser Zeit nahm er den Künstlernamen Giorgio Stig(h)elli an, mit welchem er in erster Linie verbunden werden sollte.
Nachdem in Italien am 5. Januar 1848 größere revolutionäre Unruhen ausgebrochen waren, verließ Stigelli Italien und ließ sich als Sänger und Lehrer in Frankfurt a. M. nieder. 1849–1850 trat er sehr erfolgreich als Mitglied des Royal Opera House in London auf, an welches er in den kommenden Jahren oft als Gastkünstler zurückkehrte. 1861 reiste er nach Wien, um die applaudierte Rolle des Pollione in Bellinis Norma zu übernehmen. Seine spätere Laufbahn verbrachte er vornehmlich in Italien, wo er an Häusern wie dem Teatro Regio di Parma, dem Teatro Comunale di Bologna, und dem Teatro di San Carlo bis zu seinem Tod im Jahre 1868 auftrat. Insbesondere spielte und sang er an dem letztern Opernhaus in mehreren Weltpremieren, unter anderem in Paolo Serraos La duchessa di Guisa (1865), in Saverio Mercadantes Virginia (1866), und in Giovanni Pacinis Berta di Varnol (1867).
Stigelli konzentrierte sich hauptsächlich auf das italienische und deutsche Repertoire. Seine Hauptrollen umfassen: Alamir in Gaetano Donizettis Belisario, Arnoldo in Gioachino Rossinis Guillaume Tell, Arturo in Vincenzo Bellinis I puritani, Eleazar in Fromental Halévys La juive, Elvino in Bellinis La sonnambula, Gomez in Conradin Kreutzers Das Nachtlager in Granada, Licinio in Gaspare Spontinis La vestale, Max in Carl Maria von Webers Der Freischütz, Orombello in Bellinis Beatrice di Tenda, Pollione, Tamino in Mozarts Die Zauberflöte, Tebaldo in Bellinis I Capuleti e i Montecchi, und die Titelrolle in Gioachino Rossinis Otello.
Stigelli war ein begabter Komponist, welcher in erster Linie Vokalmusik schrieb. Er komponierte eine Reihe von Choralwerken und Kunstliedern für Stimme und Piano. Er schuf vornehmlich zwei erfolgreiche Liederzyklen zu Gedichten von Heinrich Heine und Ludwig Uhland.

## Familie
Stigelli ließ sich in Mailand nieder, heiratete dort und hatte zwei Töchter. Eine der beiden Töchter ehelichte den italienischen Fabrikanten Grondona, der in Mailand ein Haus und am Comersee eine Villa besaß. Frau und Töchter besuchten öfters die Eltern von Stigellis Neffen Paul Stiegele in Ravensburg. Zu einem späteren Zeitpunkt erwarb Stigelli die Villa Boschetto nahe Monza, in welcher er auch am 13. Juli 1868 verstarb.